# شيفروليه 150
شيفروليه 150 (بالإنجليزية: Chevrolet 150)‏، هي سيارة أمريكية أنتجها شركة شيفروليه سنة 1953م.